# Talent im Land
Talent im Land fördert begabte Schülerinnen und Schüler, die auf dem Weg zum Abitur oder zur (Fach-)Hochschulreife aufgrund ihrer Lebensverhältnisse Hürden zu überwinden haben. Derzeit werden ca. 300 Schüler in Bayern und Baden-Württemberg gefördert.

## Allgemeines
Talent im Land gibt es seit 2003 in Baden-Württemberg, seit 2005 in Bayern. Stipendien wurden jedoch schon seit 1985 von der Markelstiftung, unterstützt von der Robert Bosch Stiftung, an ausländische Schüler vergeben. Bis 2012 wurden nur Schülerinnen und Schüler mit Zuwanderungsgeschichte gefördert, seit 2014 spielt dieses Kriterium keine Rolle mehr. Insgesamt wurden bisher mehr als 1500 Schüler auf ihrem Bildungsweg unterstützt.
Träger in Baden-Württemberg sind seit 2019 die Baden-Württemberg Stiftung und die Josef Wund Stiftung. Die Robert Bosch Stiftung fördert die bis 2018 aufgenommenen Stipendiaten bis Ende 2022. Schirmherr ist der Ministerpräsident des Landes Baden-Württemberg, Winfried Kretschmann. Die organisatorische Abwicklung erfolgt über das TiL-Büro, das am Institut für Erziehungswissenschaft der Eberhard Karls Universität Tübingen angesiedelt ist.
In Bayern wird das Programm seit 2019 allein vom Bayerischen Staatsministerium für Unterricht und Kultus durchgeführt, zuvor gemeinsam mit der Robert Bosch Stiftung. Schirmherr in Bayern ist ebenfalls der Ministerpräsident des Landes, Markus Söder. Die Abwicklung des Programms erfolgt über das Staatsinstitut für Schulqualität und Bildungsforschung.

## Leistung
Die Stipendiaten werden finanziell, ideell und persönlich gefördert.
Das monatliche Stipendium liegt bei 200 € in Baden-Württemberg und 150 € in Bayern, die zweckgebunden für Bildungsausgaben genutzt werden sollen (Lern- und Arbeitsmittel, Kulturausgaben, Prüfungsvorbereitungen und Fortbildungskurse). Zusätzlich können Sprachkurse, Studienfahrten sowie die Anschaffung eines Computers bezuschusst werden. Die Förderung endet mit Erreichen der Fach- bzw. Hochschulreife.
Die Projektträger legen großen Wert auf die ideelle Förderung, ein umfangreiches Angebot aus Seminaren, Sommerakademien etc. unterstützt die Stipendiaten bei ihrer persönlichen Entwicklung. Bei Fragen zur persönlichen Bildungs- und Lebensplanung können sich die Stipendiaten an die Mitarbeiter der jeweiligen Arbeitsstelle wenden.

## Bewerbung
Schüler können sich direkt bewerben oder von ihrer Schule empfehlen lassen. Zur Bewerbung gehören u. a. eine ausführliche Beschreibung des bisherigen Bildungs- und Lebensweges sowie die Stellungnahme einer Lehrkraft. Die genauen Bewerbungsvoraussetzungen und -termine finden sich auf den Internetseiten der Programme.
In der zweiten Bewerbungsphase werden in beiden Bundesländern jährlich jeweils ca. 100 Bewerber zu einem Gespräch mit einer unabhängigen Jury eingeladen, von denen jeweils bis zu 50 aufgenommen werden.

## Aufnahmekriterien
Auswahlkriterien sind
- Sehr gute bis gute schulische Leistungen
- Motivation, Leistungsbereitschaft & Zielstrebigkeit
- außerschulische Ambitionen für Begabungsfelder wie Musik, Sport, Kunst oder Naturwissenschaften
- soziales, gesellschaftliches oder politisches Engagement

Ebenfalls berücksichtigt werden
- mangelnde Unterstützung in Bildungsfragen
- Schwierigkeiten bei der Finanzierung der Schulausbildung
- fehlender sozialer Rückhalt der Familie (zum Beispiel durch prekäre oder fehlende Beschäftigung)
- individuelle familiäre oder persönliche Belastungen

Formale Voraussetzungen:
- Besuch einer weiterführenden Schule oder Wohnsitz in Baden-Württemberg oder Bayern mit dem Bildungsziel Abitur oder Fachhochschulreife
- mindestens Besuch der 8. Klasse (Baden-Württemberg) bzw. 9. Klasse (Bayern) bei Förderbeginn
- mindestens zwei Schuljahre Förderdauer ab Aufnahme in das Programm